# Acianthera dutrae
Acianthera dutrae là một loài thực vật có hoa trong họ Lan. Loài này được (Pabst) C.N.Gonç. & Waechter mô tả khoa học đầu tiên năm 2004.